# Gymnothorax nudivomer
Gymnothorax nudivomer – gatunek morskiej ryby węgorzokształtnej z rodziny murenowatych (Muraenidae), szeroko rozprzestrzeniony w Indo-Pacyfiku. Z powodu ubarwienia poławiany dla potrzeb akwarystyki. Śluz wydzielany przez skórę jest niebezpieczny dla człowieka.

## Rozmieszczenie i środowisko
Zasięg występowania tego gatunku obejmuje tropikalne wody Indo-Pacyfiku od 30°N do 23°S – od Morza Czerwonego na północy i Transkei na południu Afryki po Hawaje i Markizy, na północ do japońskich wysp Riukiu, a na południe po Nową Kaledonię. Przebywa w strefie dennej na głębokościach do około 270 m p.p.m. Zamieszkuje wewnętrzne i zewnętrzne zbocza raf skalnych i koralowych.

## Cechy charakterystyczne
Są to dość duże mureny. Dorosłe osobniki osiągają maksymalnie do 180 cm długości całkowitej (TL). Ubarwienie brązowawe do ciemnożółtobrązowego z drobną siecią żółtawych linii na przedniej części ciała i licznymi plamkami o nieregularnym kształcie, drobnymi białymi i gęsto ułożonymi na przedzie oraz coraz większymi, stopniowo coraz bardziej ciemnobrązowymi i rzadziej rozłożonymi w pozostałej części ciała. Plamki na ogonie są wyraźne, żółte. Pysk stosunkowo krótki, tępo zakończony. Zęby duże, największe z nich są drobno ząbkowane; szczęki nie są wygięte, nawet u dużych osobników. Liczba kręgów: od 126 do 129.
Charakterystyczną cechą tej ryby jest intensywnie żółto ubarwiona jama gębowa, co znajduje odzwierciedlenie w nazwach zwyczajowych: ang. yellowmouth moray, fr. murène à gueule jaune i pojawiającej się wśród polskich akwarystów i entuzjastów nurkowania nazwie „murena żółtogardła”.

## Biologia i ekologia
Biologia i ekologia Gymnothorax nudivomer pozostaje słabo poznana. Jak inne mureny, jest drapieżnikiem. Wiadomo, że przebywa w strefie bentalu w dziurach i szczelinach skalnych, zwykle samotnie, ale obserwowano pary zajmujące tę samą kryjówkę. Często widywana w ciągu dnia z głową wystającą ze szczeliny skalnej lub dziury. Jej toksyczny śluz służy prawdopodobnie jako obrona przed pasożytami i drapieżnikami. Żeruje w nocy. Żywi się małymi rybami i okazjonalnie ośmiornicami.

## Taksonomia
Gatunek opisany naukowo przez Alberta Günthera w 1867 z Zanzibaru (Tanzania), pod nazwą Muraena nudivomer. Epitet gatunkowy nudivomer wywodzi się od łacińskich słów nudus (nagi) i vōmer (lemiesz) – nawiązuje do obserwowanego u większych osobników braku zębów lemieszowych.

## Znaczenie dla człowieka
G. nudivomer nie jest poławiana w celach konsumpcyjnych. Śluz jej skóry zawiera substancje potencjalnie niebezpieczne dla człowieka (m.in. hemolizynę) i wykazuje aktywność hemolityczną, toksyczną i hemaglutynującą. Atrakcyjne ubarwienie tej mureny przyciągnęło uwagę nurków i akwarystów. Jest poławiana dla potrzeb akwarystyki – pomimo znacznych rozmiarów, jakie osiągają dorosłe osobniki.

## Status ochrony
Według stanu z 2018 gatunek ten nie figuruje w Czerwonej księdze gatunków zagrożonych Międzynarodowej Unii Ochrony Przyrody (IUCN).

## Galeria

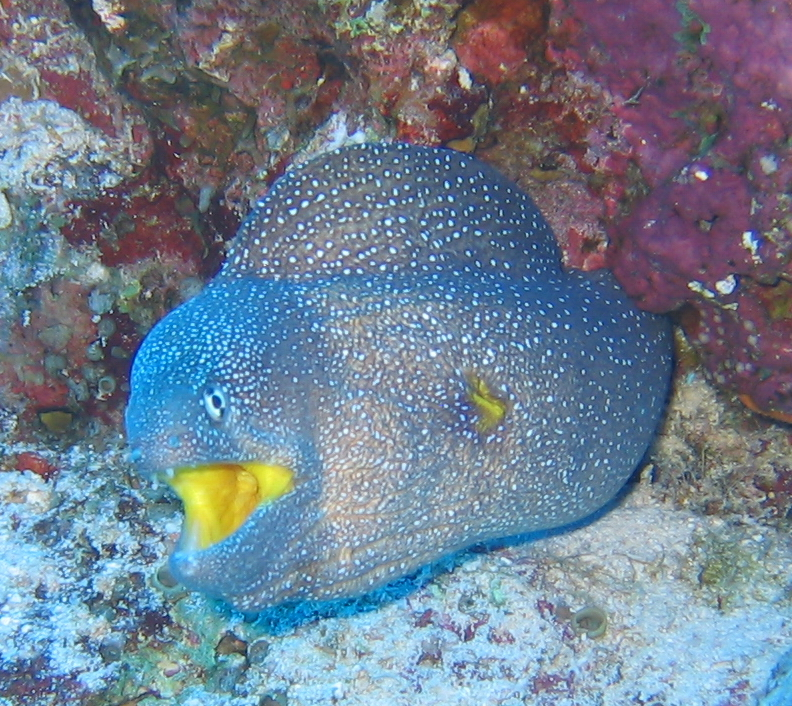
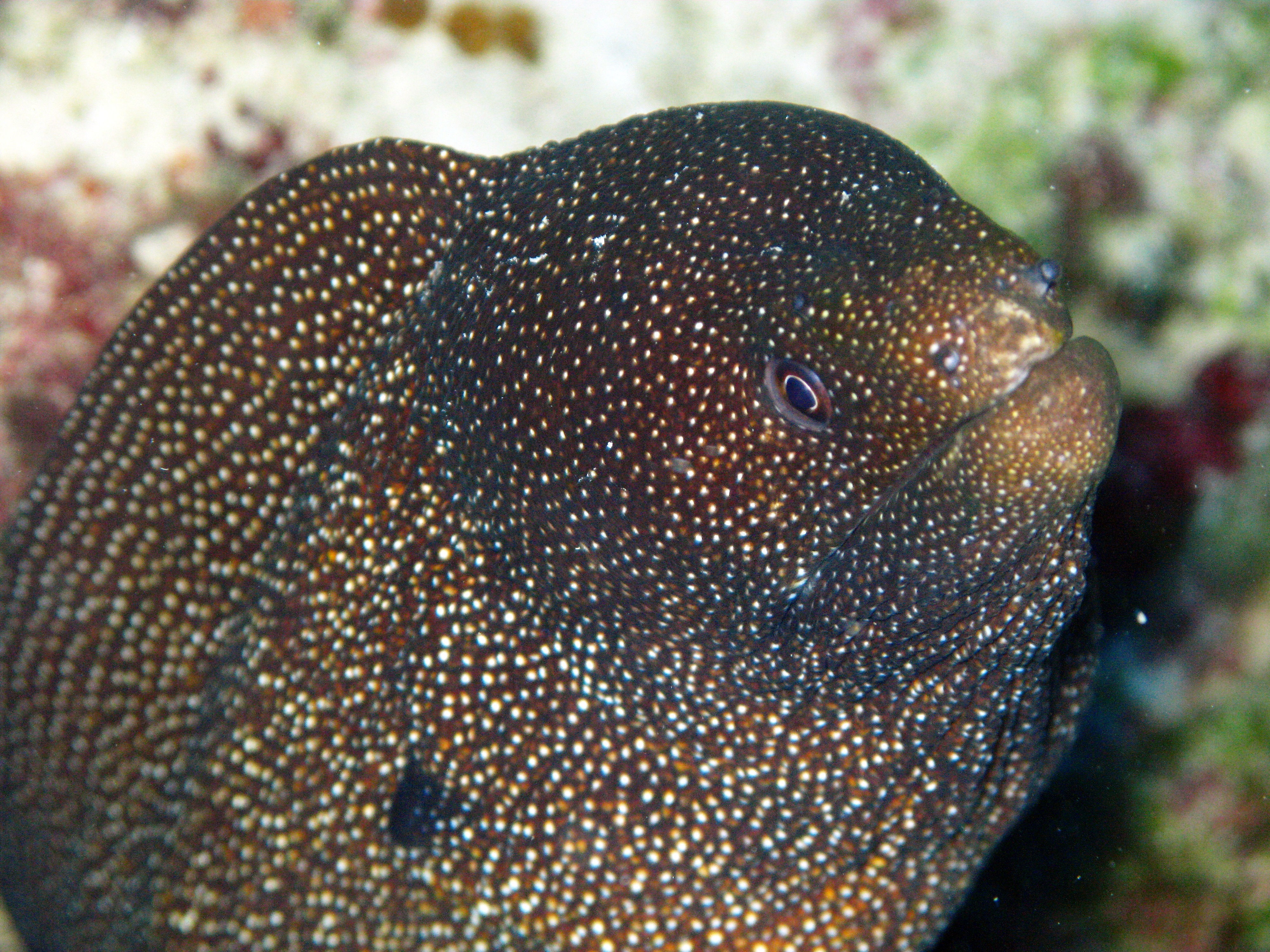
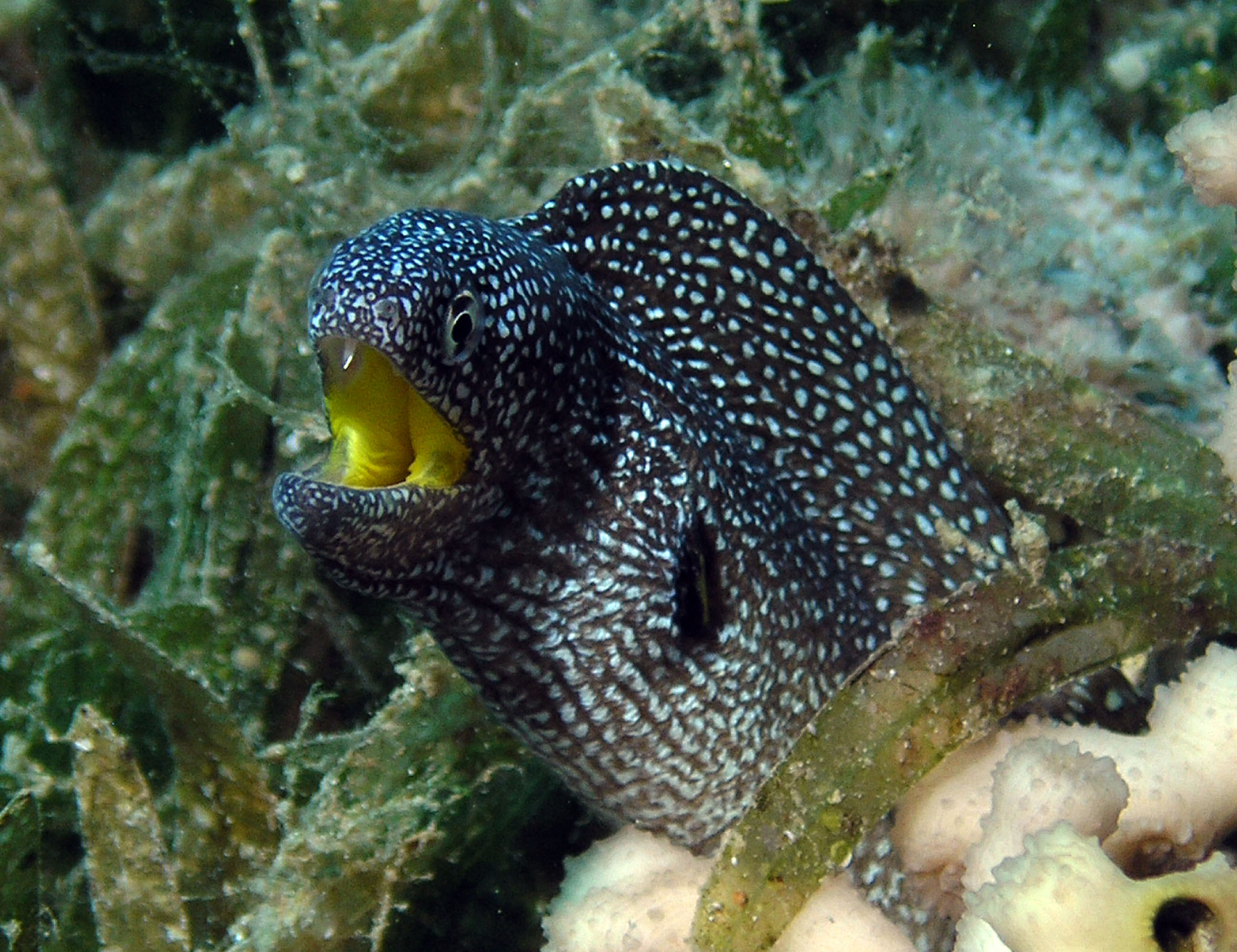
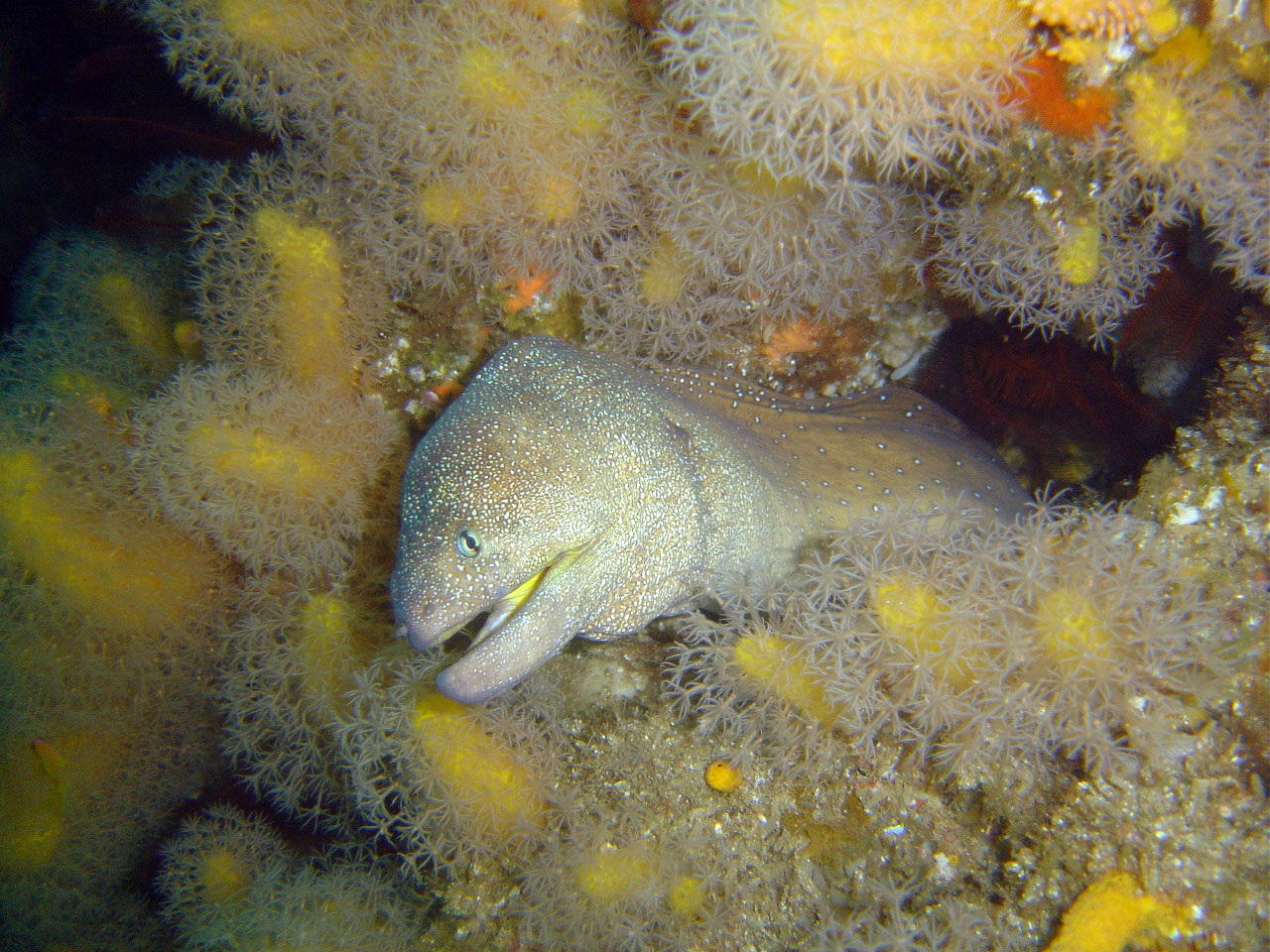